# Aberração cromática

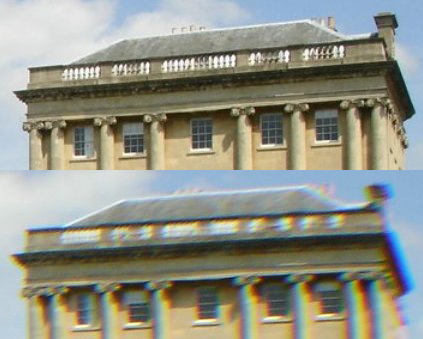
Aberração cromática observada na imagem inferior.

Em óptica, chama-se aberração cromática a dispersão produzida por lentes que possuem diferentes índices de refração para diversos comprimentos de onda luminosa.

## Descrição
Em fotografia, astronomia ou outras áreas em que sejam utilizados equipamentos ópticos, este fenômeno pode provocar interferências nas imagens obtidas e pode ser considerado como um defeito óptico. O efeito é resultante da dispersão causada pela curvatura da lente, semelhante ao fenômeno que pode ser observado em um prisma que ao ser atravessado por luz branca, causa a decomposição dessa luz em um leque luminoso de várias cores. Como uma lente é equivalente a uma sucessão de prismas sobrepostos, o mesmo efeito luminoso ocorrerá normalmente em uma lente comum. O desvio (abertura do leque) nos 'prismas' que compõem a lente, no entanto é muito pequeno, porque suas superfícies não são tão inclinadas umas em relação às outras; onde isso acontece com maior intensidade (devido à curvatura da lente) é nas bordas: ali o ângulo se fecha mais. No centro da lente praticamente não há desvio, pois as superfícies são quase paralelas. Por isso, o desvio em questão aparece mais próximo das bordas da lente, ou seja, próximo das bordas da imagem. 
A imagem formada em um anteparo por essa lente apresentará assim, de maneira mais visível próximo de suas bordas, as cores do arco-íris misturadas com o desenho da imagem. Esta distorção é chamada aberração cromática: em outras palavras, uma imperfeição na reprodução correta das cores da imagem. 
Este fato ocorre porque, como cada cor tem um desvio diferente ao passar pela lente (o azul desvia mais do que o vermelho por exemplo, devido ao fato de possuírem comprimentos de onda diferente), a imagem formada pela lente no anteparo, correspondente aos raios azuis, forma-se antes (mais próximo da lente) do que a dos raios vermelhos, fato mais acentuado nas bordas, como mencionado acima.

## Correções
Com o objetivo de diminuir a aberração cromática os construtores de telescópios começaram a confeccionar objetivas com distâncias focais extremamente grandes, uma vez que conforme aumentamos a distância focal as diferentes cores que compõe a luz branca encontram o eixo óptico em pontos mais próximo. Entretanto, telescópios refratores muito grandes geram imagens de baixa qualidade devido ao aumento exagerado. Os telescópios refratores começaram a atingir as dimensões atuais apenas com a invenção da objetiva acromática.
A objetiva acromática é formada por duas lentes: a primeira é uma lente biconvexa, produzida com um vidro menos denso, e a segunda é uma lente plano-côncava, feita com um vidro mais denso. Conforme à maior densidade da segunda lente, as diversas cores sofrem um desvio interceptando o eixo óptico praticamente no mesmo ponto. Dessa forma, a aberração cromática é bem reduzida. Hodiernamente, existem outras objetivas mais complexas como as apocromáticas e as semi-apocromáticas, ambas formadas por três lentes.